# Adolf von Tschabuschnigg
Adolf Ignaz rytíř von Tschabuschnigg, psáno též von Tschabuschnig (20. července 1809 Klagenfurt – 1. listopadu 1877 Vídeň), byl rakousko-uherský, respektive předlitavský spisovatel, státní úředník a politik, v letech 1870–1871 ministr spravedlnosti Předlitavska, v roce 1870 krátce i ministr kultu a vyučování Předlitavska.

## Biografie
Pocházel ze zchudlé korutanské šlechtické rodiny. Od roku 1835 působil ve státní službě. V roce 1848 byl poslancem Korutanského zemského sněmu. V roce 1859 se stal dvorním radou u nejvyššího soudního dvora.
Od roku 1861 zasedal jako poslanec na Říšské radě ve Vídni, kam ho zvolil Korutanský zemský sněm (celostátní zákonodárný sbor tehdy ještě nebyl volen přímo, ale tvořen delegáty jednotlivých zemských sněmů) za velkostatkářskou kurii. Setrval tu do konce funkčního období Říšské rady a pak v ní zasedal v následujícím funkčním období od roku 1867 až do roku 1870 (opět velkostatkářská kurie v Korutanech). Později byl členem Panské sněmovny. Profiloval se i jako spisovatel. V počátcích tvorby ho ovlivnili mladoněmci. Publikoval romány Die Industriellen (1854) a Sünder und Toren (1875), v nichž se zaměřoval na sociální kritiku.
13. dubna 1870 zasedl ve vládě Alfreda von Potockého na pozici ministra spravedlnosti Předlitavska. Portfolio si udržel do 4. února 1871. Kromě toho byl od 13. dubna 1870 do 28. června 1870 v této vládě i ministrem kultu a vyučování Předlitavska jako prozatímní správce rezortu.